# XO-2b
XO-2b事宜的環繞恆星XO-2的太陽系外行星，屬於熱木星，表面溫度有1200K。